# Docirava flavilinata
Docirava flavilinata är en fjärilsart som beskrevs av Alfred Ernest Wileman 1915. Docirava flavilinata ingår i släktet Docirava och familjen mätare. Inga underarter finns listade i Catalogue of Life.

## Bildgalleri

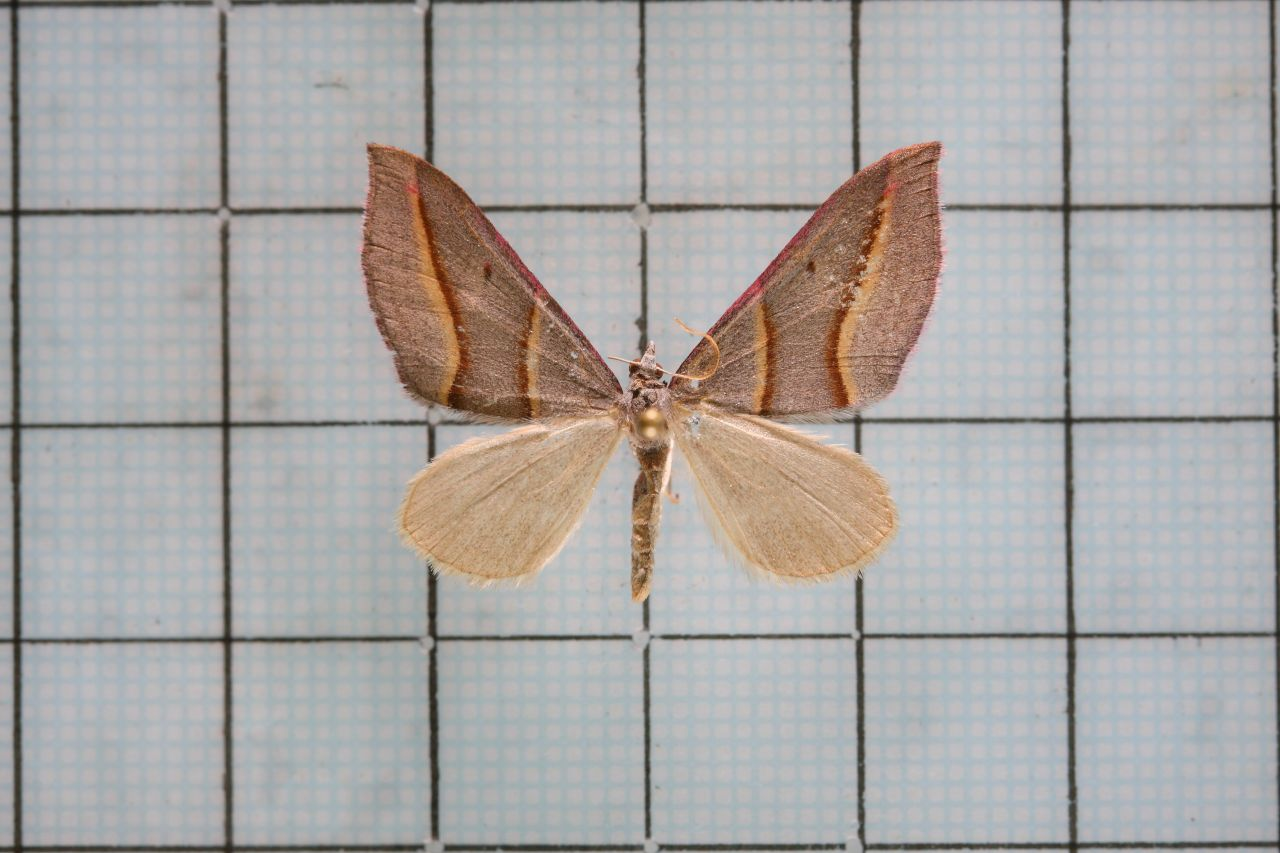